# 𱎼家人
𱎼家人（有时因電腦缺字作「革」），是中华人民共和国贵州的一个少数民族族群，使用語言為𱎼家话，他们没有文字。自称是上古传说中的射日英雄羿的后代，是一个有待识别的民族。
中央电视台的《探索·发现》栏目在2002年作过一次专题节目，较为详细的介绍了𱎼家人的起源、历史发展以及民俗风情，𱎼家人遂开始为世人所关注。

## 分布
𱎼家人居住在貴州省清水江沿岸，人口约有6万人，主要分布於黔东南的黄平、凯里、关岭。其中黄平县境内约有2万多人，占全部人口的一半多，是𱎼家族人口最集中的一个县。黃平縣的重安镇、凯里市的龙场镇等都是𱎼家人的主要聚居区。

## 手工艺、服饰

### 蜡染
蜡染是𱎼家人的文物继承。因為𱎼家人没有自己的文字，于是他们采取了用蜡染图画表示文字的办法，並逐渐形成了一种文化风俗。

## 儀式傳統
在𱎼家人祭祖的仪式中有一项重要的内容就是射『发达鸟』。发达鸟是一只具有女性特征的大鸟，画在纸上，青年男子去射，射到到嘴巴预示子孙能说会道，射到乳房预示丰衣足食，射到阴部预示子孙满堂。